# Melanargia depuncta
Melanargia depuncta är en fjärilsart som beskrevs av Christian Friedrich Stephan 1923. Melanargia depuncta ingår i släktet Melanargia och familjen praktfjärilar. Inga underarter finns listade i Catalogue of Life.